# بیتیویل (کنتاکی)
بیتیویل (به انگلیسی: Beattyville) شهری در ایالت کنتاکی کشور ایالات متحده آمریکا است که جمعیت آن در سرشماری سال ۲۰۱۰ میلادی، ۱٬۳۰۷ نفر بوده‌است.